# Henriett Seth F
Henriett Seth F   (Eger, 27 d'octubre de 1980) és una poeta, escriptora, música i artista autista savant hongaresa.

## Infància
Henriett va viure a Viena i Eger de petit. Durant la seva infància, Henriett feia contacte visual. El 1987, totes les escoles primàries de la seva ciutat van rebutjar la seva sol·licitud d'admissió a causa dels seus problemes de comunicació. La van col·locar en una classe de música i art, però mai va cantar cançons, de manera que, el 1989, dos professors la van enviar a una escola primària per a nens amb discapacitat mental, tot i que va romandre a la classe de música i art.
Va tocar la flauta als 8 anys i va tocar el contrabaix entre els 10 i els 12 anys i, fins als 13 anys, va estar en molts concerts al Club Local (en hongarès: Helyorsegi Klub).
També es va trobar que tenia ecolàlia (problemes de comunicació i comportaments repetitius). El grup d'investigació hongarès sobre autisme de la Fundació Autisme i Grup de Recerca (Autizmus Alapítvány és Kutatócsoport) i dos psiquiatres d'Eger li van diagnosticar autisme infantil.
Henriett va començar a escriure entre els 9 i 13 anys. Va pintar pintures d'art autista a la Casa de les Arts d'Eger, i a l'Hotel Stadion de Budapest en la Conferència sobre l'autisme de l'Europa de l'Est, 2004.
Padrí Dr. Janos Sekely. (bisbe, Hongria, bisbe, Tunísia, 2007-). Besavi Heinrich Stigler (Imperi Austríac). Besàvia Maria Händel. Pare Bella Fajcsák (organismes d'aplicació de la llei, Hongria.). Nom de confirmació Florida.  Sobrenom: Princesa Vix.  Henriett és ministre des del 2023. Des del 2025, Henriett és membre de Creative Industries Styria a Graz, Àustria.

## Adultesa

### Educació
Henriett va guanyar el Premi Géza Gárdonyi als 18 anys pel seu art i la literatura. Va estudiar a la Universitat Károly Eszterházy als 18 anys, al Departament de Psicologia. Té un coeficient intel·lectual de Raven per sobre de 140, i un coeficient intel·lectual Magyar Wechsler (MAWI) per sobre de 120 amb una part inferior al coeficient intel·lectual 90, per la qual cosa se la considerava una autista savant.

### Carrera com a escriptora
El 2006, Henriett va escriure una novel·la, Autizmus - Egy másik világ (Autisme - Un altre món). Aquest treball va ser publicat per la Universitat de Pécs, a l'antologia New Galaxy. Henriett va guanyar el 6è premi del Concurs Internacional de Literatura el 2000, a l'edat de 19 anys. Va entrar en primer lloc el 2001, als 20 anys (per la International Alliance of Hungarian Writers).
Va mostrar els seus darrers treballs artístics a la Biblioteca Pública Brody Sandor el juny del 2007. Va deixar completament l'escriptura creativa als 25 anys i també va deixar la pintura creativa abans dels 27 anys. El 2005 va escriure un llibre, Autizmussal önmagamba zárva (Tancada en mi mateixa amb l'autisme), publicat per la Fundació Autisme i Grup de Recerca (Autizmus Alapítvány és Kutatócsoport) i el Ministeri del Patrimoni Cultural Nacional.

### Monodrames
El 2010, Orlai Produkcions Iroda va fer un monodrama, Nemsenkilény, monológ nemmindegyembereknek (No-humà, monòleg a totes les persones), del llibre d'Henriett Seth F. Sellin 's Don't want to Be Inside Me Anymore: Messages from Autistic Mind (No vull estar dins meu més: missatges des d'una ment autista); i poques línies i algunes línies de Mark Haddon: The Curious Incident of the Dog in the Night-time (El curiós incident del gos a mitjanit). Això es va interpretar als teatres d'Esztergom (2010), Budapest (2010, 2011), Pécs (2010), Tatabánya (2010), Székesfehérvár (2010), Eger (2010), i Gyöngyös (2011).
Va fer un documental televisius per a la televisió hongaresa el 2010 sobre aquest monodrama.

### Fi de la seva carrera artística
Va renunciar a la carrera musical creativa a l'edat de 13 anys, a l'escriptura creativa a l'edat de 25 anys i també a la pintura creativa abans dels 27 anys. La vida i les arts de Henriett Seth F. es poden comparar amb la vida d'Arthur Rimbaud després les arts dels anys de la infància amb síndrome de savant del «petit Vassili Kandinski».

## Malalties
Seth té autisme infantil, prolapse de la vàlvula mitral, miopia, astigmatisme, estrabisme, tres malalties autoimmunitàries, malalties ortopèdiques i altres trastorns físics.

## Obres

### Publicacions
- Henriett Seth F. té poemes inèdits de la seva infància i adolescència abans dels 25 anys, titulats «Pot ser...»; «Tardor»; «Bé, no parleu aquest nen»; «Una cosa fàcil d'escriure i dolça»; «Allà a la llunyania»; «En silenci»; «En algun lloc»; «Un somni en una gàbia»; «Alliberament de l'esclavitud de l'ànima i del poema al mecenes»,sota el títol 2a Existència, infinit i el món entre els anys 1989-2005.[13][14][15]
- Guanyadora del XII i XIII Concurs Internacional de Literatura (2000–2001) Aliança Internacional d'Escriptors Hongaresos.[16]
- Novela-diari New Face (2001).
- Autizmussal önmagamba zárva (Tancada en mi mateixa amb l'autisme) (2005), publicat per la Fundació Autisme i Grup de Recerca (Autizmus Alapítvány és Kutatócsoport) i el Ministeri del Patrimoni Cultural Nacional.
- Autizmus – Egy másik világ (Autisme – Un altre món) (2006) publicat per a la Universitat de Pécs.
- Novel·la-diari Esőember (Home de la pluja) (2006) de la seva infància en la llar d'infants, escoles primàries i la seva vida universitària a la Universitat Károly Eszterházy.

### Exhibicions artístiques
- Les pintures de Henriett Seth F es van exhibir a les galeries de la Casa de les Arts i de la Biblioteca Pública Brody Sandor, d'Eger entre 1993-2007.